# 德州董子文化园

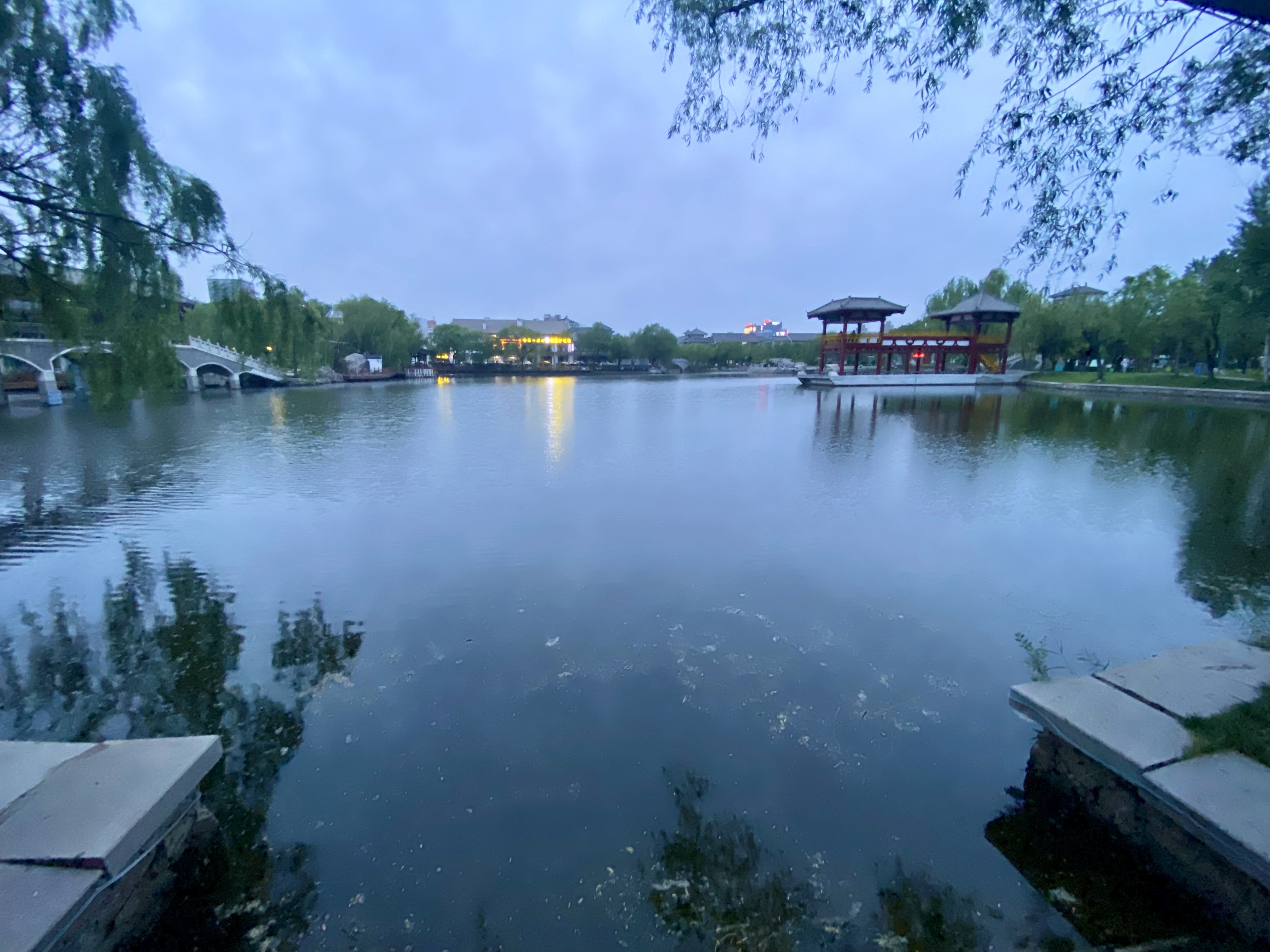

德州董子文化园是中华人民共和国山东省德州市的一处4A级景区。位于德州市天衢新区东方红东路，为纪念董仲舒建立。景区以人工景观建筑群、董仲舒读书台、书院和儒家文化展览馆等组成，占地450亩。